# Port lotniczy Clayton J. Lloyd
Port lotniczy Clayton J. Lloyd – jedyny port lotniczy Anguilli, zlokalizowany w stolicy – The Valley.

## Linie lotnicze i połączenia
| Linia lotnicza                 | Kierunek |
| ------------------------------ | --- |
| Air Sunshine                   | 1. Dominika-Douglas 2. / San Juan 3. Saint Thomas 4. / Sint Maarten Czartery: 1. Saint Croix |
| American Eagle Airlines        | 1. Miami |
| Anguilla Air Services          | 1. Antigua 2. Saint-Barthélemy 3. / Sint Maarten Czartery: 1. Barbuda 2. Nevis 3. / Saba 4. Saint Kitts 5. / Tortola 6. / Virgin Gorda 7. Canefield |
| Cape Air                       | 1. Saint Thomas |
| Caribbean Charter Flights      | Czartery: 1. Antigua 2. Nevis 3. / San Juan 4. Saint-Barthélemy 5. Saint Kitts 6. / Sint Maarten 7. Saint Thomas 8. / Virgin Gorda |
| Coastal Air                    | Czartery: 1. Canefield 2. Nevis 3. Saint Croix 4. / Sint Eustatius 5. / Sint Maarten |
| Rainbow International Airlines | Czartery: 1. Antigua 2. / Aruba 3. Barbados 4. Barbuda 5. / Bonaire 6. / Curaçao 7. Roseau 8. Martynika 9. Grenada 10. Kingston 11. / Montserrat 12. Nassau 13. Nevis 14. Port-of-Spain 15. Pointe-à-Pitre 16. / Providenciales 17. Saint Croix 18. Saint Kitts 19. Castries 20. / Sint Maarten 21. Saint-Martin 22. Saint Thomas 23. / San Juan 24. Tobago 25. / Tortola 26. / Virgin Gorda 27. Canefield |
| Silver Airways                 | 1. / San Juan |
| Sky High                       | 1. Santo Domingo-Las Américas |
| St Barth Commuter              | Czartery: 1. Saint-Barthélemy |
| Tradewind Aviation             | 1. Antigua 2. Saint-Barthélemy Sezonowo: 1. / San Juan |
| Trans Anguilla Airways         | 1. Nevis 2. Saint-Barthélemy 3. / Sint Eustatius 4. Saint Kitts 5. / Sint Maarten 6. / Tortola 7. / Virgin Gorda Czartery: 1. Antigua 2. Barbados 3. Barbuda 4. Bequia 5. Canouan 6. Canefield 7. Roseau 8. Martynika 9. Grenada 10. / Montserrat 11. Mustique 12. Port-of-Spain 13. Pointe-à-Pitre 14. Castries 15. Saint-Martin 16. Tobago 17. Union Island                                              |